# Maynea puncta
Maynea puncta är en fiskart som först beskrevs av Leonard Jenyns 1842.  Maynea puncta ingår i släktet Maynea och familjen tånglakefiskar. Inga underarter finns listade i Catalogue of Life.